# پیز سنگالو
پیز سنگالو (به لاتین: Piz Cengalo) یک کوه در سوئیس است که در کانتون گراوبوندن واقع شده‌است. پیز سنگالو ۳٬۳۶۹ متر بالاتر از سطح دریا واقع شده‌است.